# Црква Светог Венделина у Земуну
Црква Светог Венделина бивша је њемачка католичка црква, новоготског стила, у дијелу Земуна који је називан Franzensthal - Фрањиндол, грађена од 1888. до 1892, оштећена 1944. и срушена 1955. године.

## Историја
Половина некадашњих земунских Нијемаца је становала у земунском предграђу Фрањиндол, гдје их је населио 1816. крајишки генерал Хајнрих фон Сигентал. То насеље се прво звало по њему, Сигентал, али је након 1818. и посјете краља и цара Франца са царицом Катарином Августом, од 1819. носило назив Franzensthal. Житељи су питали цара да ли могу да своје мјесто, предграђе Земуна, назову по њему и добили су дозволу. Слично је и нешто раније (1798) добило назив земунско насеље Јосифдол (Josesthal), по краљу и цару Јосифу II, који је у вријеме опсаде Београда, тада турске тврђаве, боравио у Земуну. Тада је ту био пашњак са двије кућице, а у једној је боравио цар, и зато су је и 1859. звали царска кућа.
Нијемци из Фрањиндола су 70 година потпадали под римокатоличку жупу у Земуну, иако су од досељавања планирали створити сопствену жупу и цркву. У ту сврху су сакупљали новац, понајвише од свињогојства. Томе су додали и новац који су добијали за уконачивање војника и за изнајмљивање  ледине, коју добише од града Земуна. Тако су до 1886. сабрали 45.000 форинти. Земунски жупник Вилим Корајац измолио је од бискупа Штросмајера дозволу да се Фрањиндол одцијепи од земунске жупе чим подигну цркву и жупни стан. Августа 1887. градитељ Антун Вашковић из Сегедина почео је градити цркву по нацртима загребачког архитекте Хермана Болеа.
Црква је у готском стилу грађена у три лађе. Била је дуга 29 метара, а у главној лађи висока 12 метара. Иза је имала облик крста с апсидама и ту је била широка 16 метара. Прочеље су украшавала два звоника. Градња је завршена (по Рудолфу Хорвату) у октобру 1888. (по другом извору, тада је започета, а завршена 1892) и била је посвећена Светом Венделину. Градња је коштала 43.000 форинти. 20. октобра (на Венделиново) 1888. цркву је уз пригодну проповијед благословио петроварадински жупник и опат Илија Округић. Матија Штрац је био први жупник, а имао је осјећај за љепоту цркве, јер је прије тога 8 година водио надзор над чистоћом Штросмајерове катерале у Ђакову. Око цркве је изградио перивој. Након Корајчеве смрти 1899. године, Штарц је постао жупник у Земуну, гдје је остао до своје смрти.
У савезничком бомбардовању Београда 1944. црква је доста оштећена, а од нових комунистичких власти је срушена 1955. године. Данас је на њеном мјесту новији дио зграде ОШ „Петар Кочић” у Првомајској улици у Земуну.